# Курячі лапки

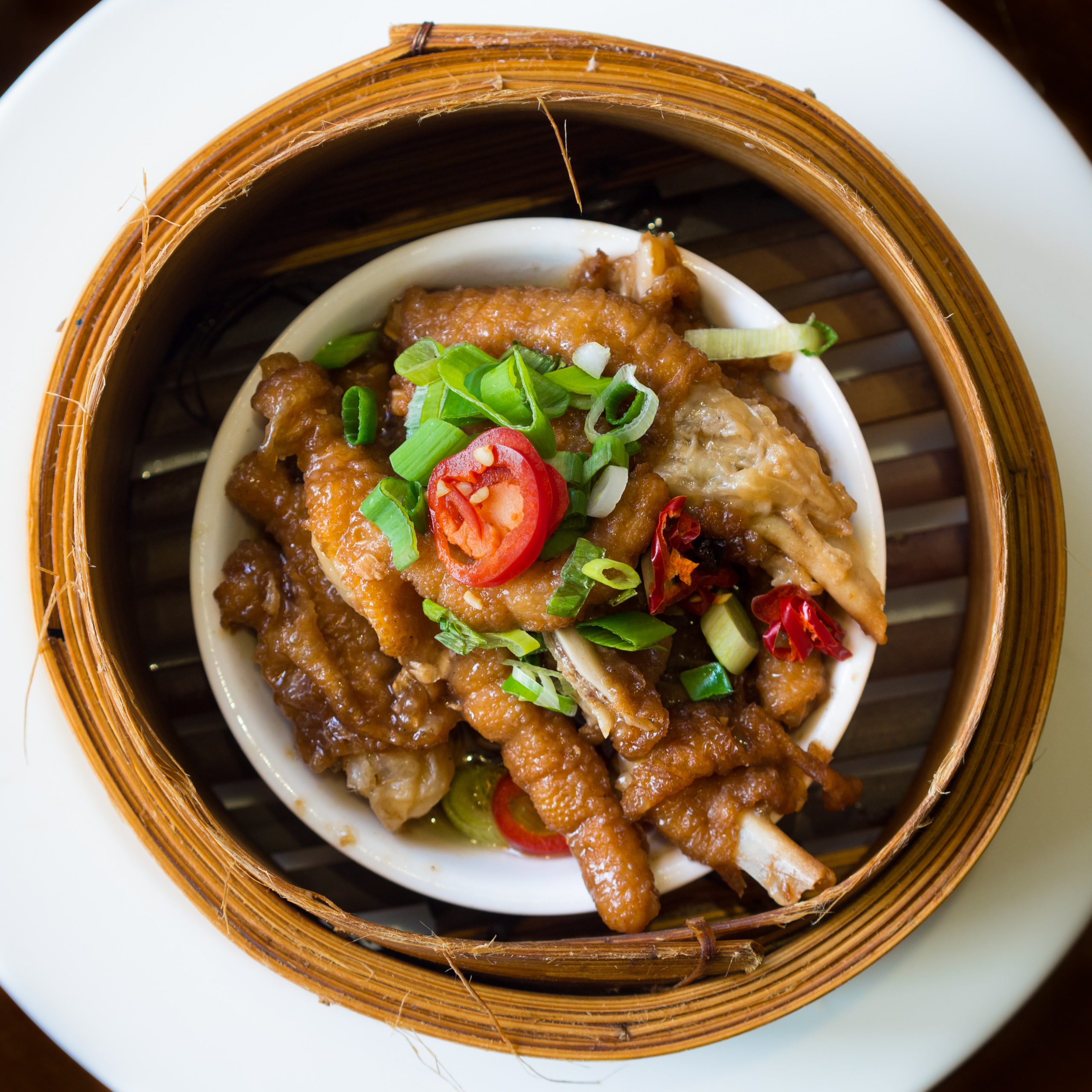
Курячі лапки в Димсам у Нідерландах

Курячі лапки — найнижча частина курки, вживається в Бразилії, Камбоджі, Китаї, Індонезії, Італії, Ямайці, Кореї, Лаосі, Малайзії, Мексиці, Молдові, Перу, Філіппінах, Румунії, Росії, Південній Африці, Таїланді, Тринідаді та Тобаго, Болівії та В'єтнамі. Після видалення зовнішнього шару тонкої шкіри більшість  тканин на ногах складається з їстівних шкіри та сухожиль, без м'язів. Це дає лапам відмінну текстуру від решти м'яса курки. Будучи переважно шкірою, курячі лапи дуже желатинові. 

## Китайська кухня
Курячі лапки використовуються в деяких районах китайської кухні, вони можуть бути подані, як снек до пива, як м'ясна страва, зварені в супі чи як головна страва. У Китаї вони мають назву Fèng zhuǎ (鳯爪, Фенікс з кігтями), Jī zhuǎ (鷄爪, курячі кігті) та Jī jiǎo (雞脚).
В провінції Гуандун і Гонконге їх готують у фритюрі, на пару, тушать та варять, подають в соусі, приправленими чорними бобами.
У Китаї популярні закусочні, які спеціалізуються на приготуванні напівфабрикатів, таких як yabozi (шия качки), lu ji zhua (鹵雞爪мариновані курячі лапки), які готують на повільному вогні в соєвому соусі з сичуанським перцем, гвоздикою, часником, бад'яном, корицею та шматочками чилі. Фасовані курячі лапки продаються в більшості маркетів як снеки, іноді приправлені рисовим оцтом чи перцем чилі.
Ще один популярний рецепт має назву bai yun feng zhao (白雲鳯爪). Лапки тривалий час маринують в соусі з рисового оцту та рисового вина з цукром, сіллю та імбиром. Пропонуються, як холодні снекі. На півдні Китаю з арахісу та курячих лапок готують суп.
 

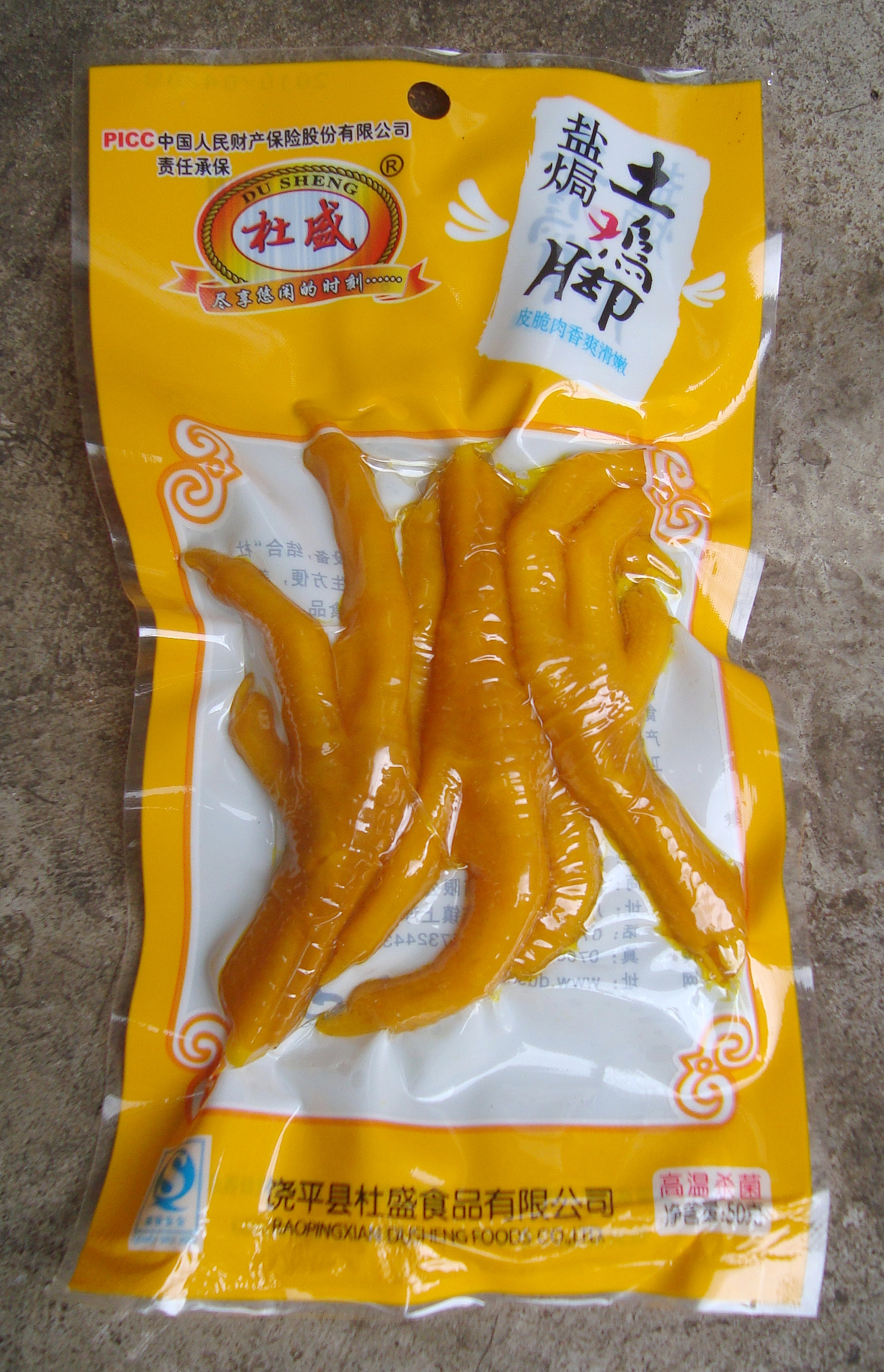
Запечені курячі лапки продаються в Китаї у вакуумній упаковці

У Китаї великий попит на курячі лапки призводить до підвищення цін. За станом на 2011 рік, 1 кг сирих курячих лапок коштував 12-16 юаней, для порівняння, 1 кг замороженого філе коштував 11-12 юаней. У 2000 році через Гонконг, колись, найбільше підприємство по доставці курячих лапок з більш ніж 30 країн, пройшло близько 420 000 тон курячих лапок на суму $230 мільйонів. Через два роки після вступу до СОТ в 2001 році Китай схвалив прямий імпорт американських курчат, а з тих пір Китай є головним місцем курячих лапок у всьому світі.
Окрім курячих лапок в Китаї користуються попитом ще і лапки качок. Качині лапки з гірчицею, подають з оцтом, свіжим зеленим перцем та товченим часником. Це один з популярних салатів\закусок.

## Індонезійська кухня

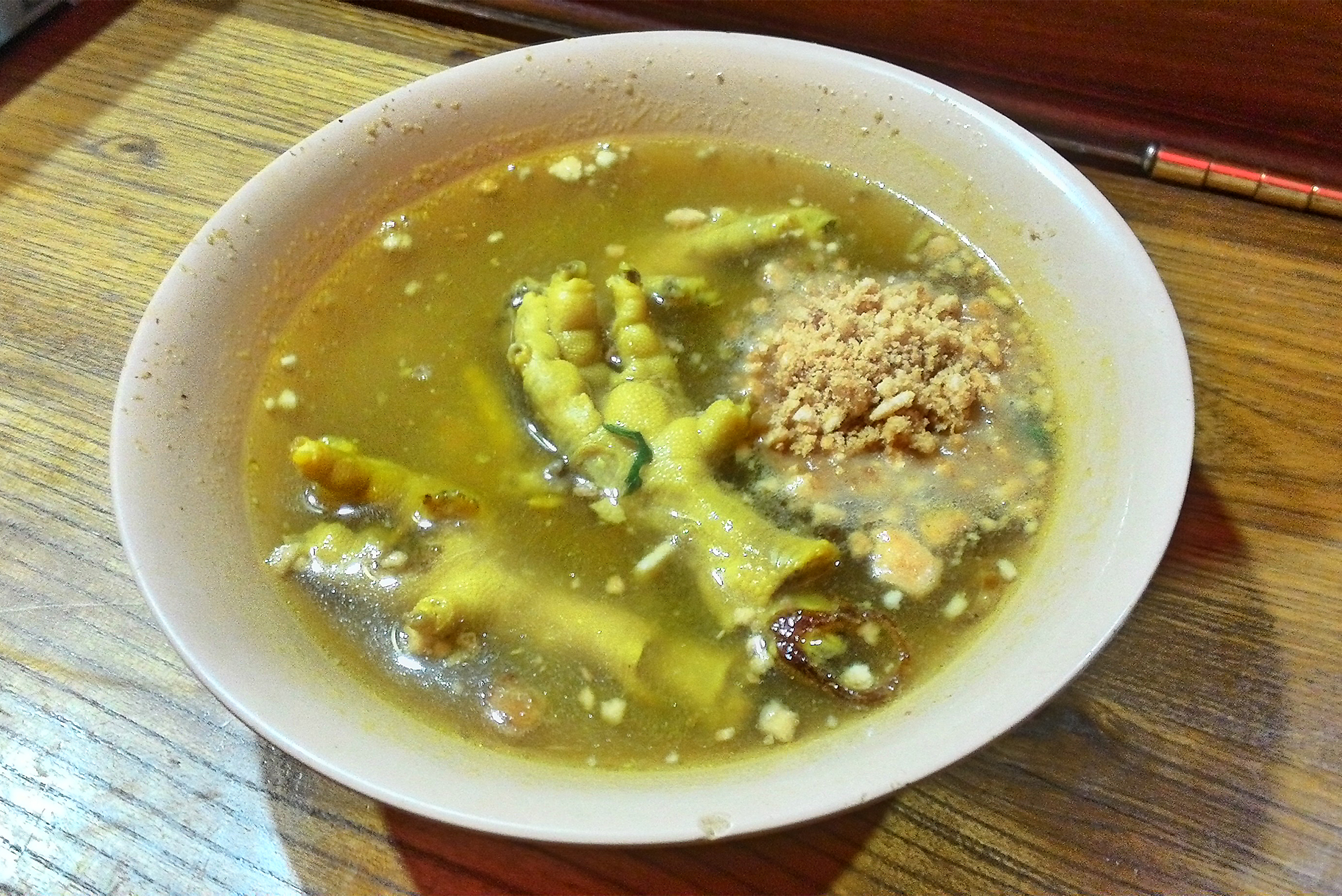
Сото ceker — індонезійський суп з курячих лапок

В індонезійській кухні курячі лапки відомі як ceker, і є делікатесом, особливо в Яві. Найбільш поширеним способом приготування є традиційний пряний суп, який називається Сото. Проте китайські курячі лапки dimsum доступні в деяких китайських ресторанах Індонезії.  . 
Soto ceker — це куряча нога, яку подають в особливому жовтому гострому бульйоні з гарніром з капустою, селерою, рисовою локшиною і, за смаком, соусом, лаймом та соєю.
Сото Чекер — одна з найуспішніших страв у Джакарті, Балі, Сурабая, Бандунг та більшості великих міст Індонезії. У вуличних скромних ресторанах, soto ceker, як правило, пропонуються як варіант популярного soto ayam (курячий сіто), який використовує ідентичну супу базу з курячим сото. Популярна стійка для стелажа, наприклад Soto Ceker Pak Ali, на вулиці Гандаріа, Південна Джакарта,  може використовувати до 40 кілограм курячих лап за день, хоча стіл працює лише з 4 до 11 ранку, вони зможуть зібрати 5 мільйонів рупій (360 доларів США) щодня.
В Індонезії м'які курячі лапки без кісток є популярним вибором для дитячого харчування — його дають дітям від 6 до 12 місяців. Часто він служив nasi tim: рис на пару з кістковими курячими ногами, пюре печінки та овочевий бульйон. Курячі лапи, що складаються з сухожиль, шкіри та хрящів, багаті на желатиновий колаген і традиційно вважається корисними для шкіри, нігтів, суглобів та розвитку кісток у дітей, також він є корисним для тих, хто має переломи кісток .

## Малайзійська кухня
Курячі лапки також відомі як ceker в Малайзії і традиційно популярні серед малайців з яванським, китайським та сіамським походженням. Багато традиційних малайських ресторанів у штаті Джохор пропонують курячі лапки, які приготовані з каррі в малайзійському стилі та їдяться з roti canai. У штаті Селангор курячі лапи або варять в супі з овочами та прянощами, поки кістки стануть м'які  або смажать з пальмовою олією. Курячі лапи також їдять малайські китайці в традиційному китайському стилі.

## Тайська кухня

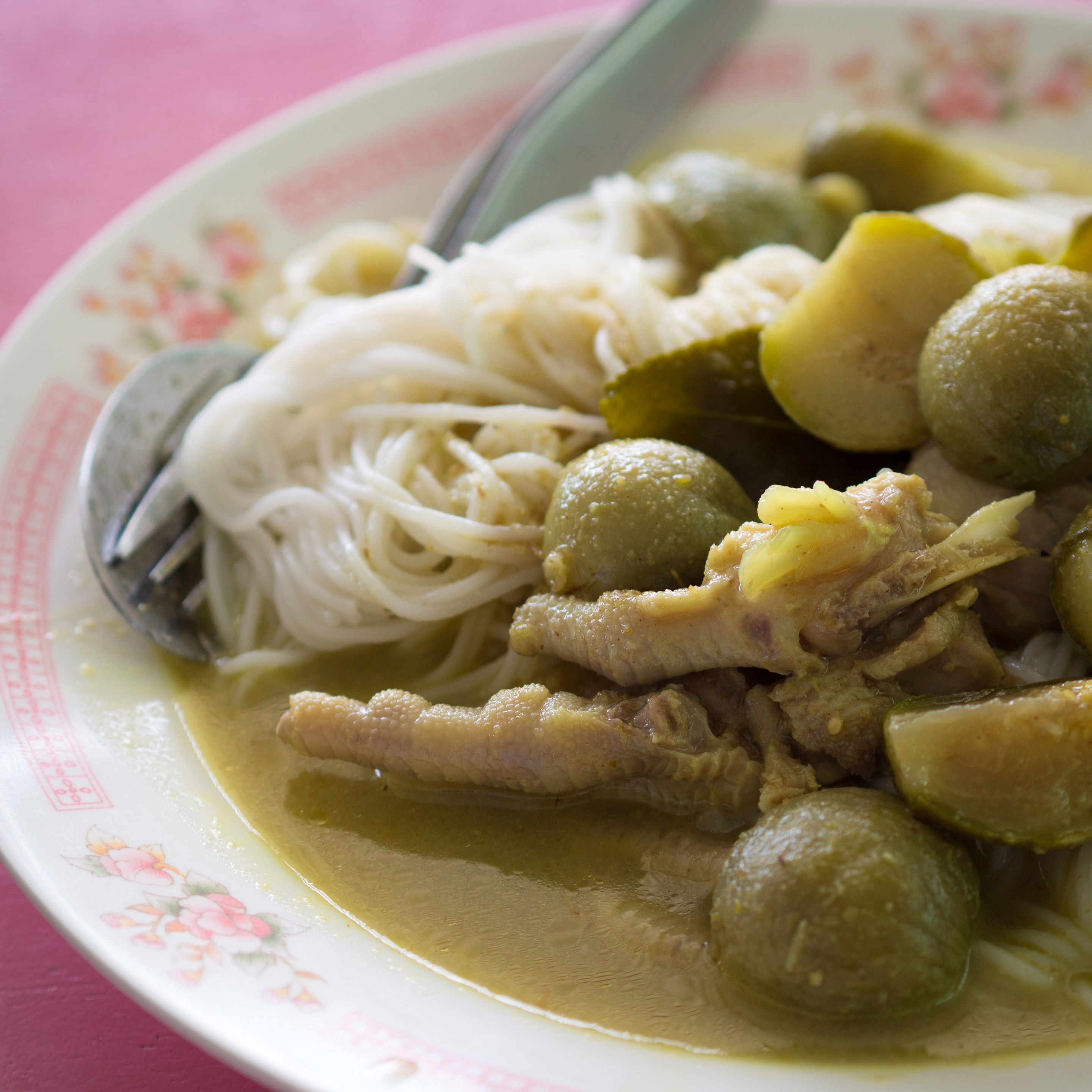
Khanom chin kaeng khiao wan kai — лапки тайського курча з карі подають з рисовою локшиною.

Khanom chin kaeng khiao wan kai є тайський зелений курячий карі, який подають на рибній локшині. Ця особлива версія виконана з курячими лапами. 

## Корейська кухня
У Кореї курячі лапи відомі як дакбал (кор. 닭발), на грилі або смажені з гарячим соусом чилі. Їх часто їдять як anju (їжа подається з алкоголем).